# Wereldbeker schaatsen 2008/2009 - Wereldbeker 5 - 1e 1000 meter mannen
De vijfde van 10 wedstrijden voor de wereldbeker schaatsen 1000 meter werd gehouden op 13 december 2008 in Nagano.

## Uitslag A-divisie
| rang   | schaatser                | tijd    | punten |
| ------ | ------------------------ | ------- | ------ |
| Goud   | Shani Davis              | 1.09,21 | 100    |
| Zilver | Denny Morrison           | 1.09,40 | 80     |
| Brons  | Lee Kyou-hyuk            | 1.09,43 | 70     |
| 4      | Keiichiro Nagashima      | 1.09,74 | 60     |
| 5      | François Olivier Roberge | 1.10,33 | 50     |
| 6      | Remco Olde Heuvel        | 1.10,35 | 45     |
| 7      | Mo Tae-Bum               | 1.10,37 | 40     |
| 8      | Lee Jong-Woo             | 1.10,50 | 36     |
| 9      | Tadashi Obara            | 1.10,58 | 32     |
| 10     | Sjoerd de Vries          | 1.10,60 | 28     |
| 11     | Pekka Koskela            | 1.10,63 | 24     |
| 12     | Mika Poutala             | 1.11,06 | 21     |
| 13     | Frank Steiner            | 1.11,27 | 18     |
| 14     | Samuel Schwarz           | 1.11,29 | 16     |
| 15     | Muncef Ouardi            | 1.11,42 | 14     |
| 16     | Aleksandr Lebedev        | 1.11,47 | 12     |
| 17     | Philippe Riopel          | 1.11,61 | 10     |
| 18     | Mun Joon                 | 1.11,69 | 8      |
| 19     | Kyle Parrott             | 1.12,14 | 6      |
| 20     | Dmitri Lobkov            | 1.12,50 | 5      |

## Loting
| rit | binnenbaan               | buitenbaan      |
| --- | ------------------------ | --------------- |
| 1   | Mun Joon                 | Kyle Parrott    |
| 2   | Frank Steiner            | Tadashi Obara   |
| 3   | Remco Olde Heuvel        | Philippe Riopel |
| 4   | Aleksandr Lebedev        | Muncef Ouardi   |
| 5   | Samuel Schwarz           | Sjoerd de Vries |
| 6   | François Olivier Roberge | Mika Poutala    |
| 7   | Keiichiro Nagashima      | Dmitri Lobkov   |
| 8   | Pekka Koskela            | Lee Jong-Woo    |
| 9   | Denny Morrison           | Mo Tae-Bum      |
| 10  | Shani Davis              | Lee Kyou-hyuk   |

## Top 10 B-divisie
| rang | schaatser       | tijd     | punten |
| ---- | --------------- | -------- | ------ |
| 1    | Chris Needham   | 1.11,39  | 25     |
| 2    | Nick Pearson    | 1.11,44  | 19     |
| 3    | Nico Ihle       | 1.11,66  | 15     |
| 4    | Timofey Skopin  | 1.12,21  | 11     |
| 5    | Tuomas Nieminen | 1.12,233 | 8      |
| 6    | Lee Ki-Ho       | 1.12,237 | 6      |
| 7    | Sergey Chadayev | 1.12,24  | 4      |
| 8    | Yaolin Zhang    | 1.12,70  | 2      |
| 9    | Pasi Koskela    | 1.13,23  | 1      |
| 10   | Aleksandr Komar | 1.14,84  | 0      |